# Mylabris karacaevica
Mylabris karacaevica là một loài bọ cánh cứng trong họ Meloidae. Loài này được Roubal miêu tả khoa học năm 1914.